# Bahia
Bahia (AFI [baˈi.a]) este una dintre cele 27 de unități federative ale Braziliei iar capitala este orașul Salvador. Se învecinează cu unitățile federative Sergipe, Alagoas, Pernambuco și Piauí la nord, Tocantins și Goiás la vest și Minas Gerais și Espírito Santo la sud. La est are ieșire la Oceanul Atlantic. În 2007 Bahia avea o populație de 14.076.212 de locuitori și suprafață de 567.692,67 km², fiind împărțită în 7 mezoregiuni, 32 de microregiuni și 417 de municipii.